# Chwościk bobu

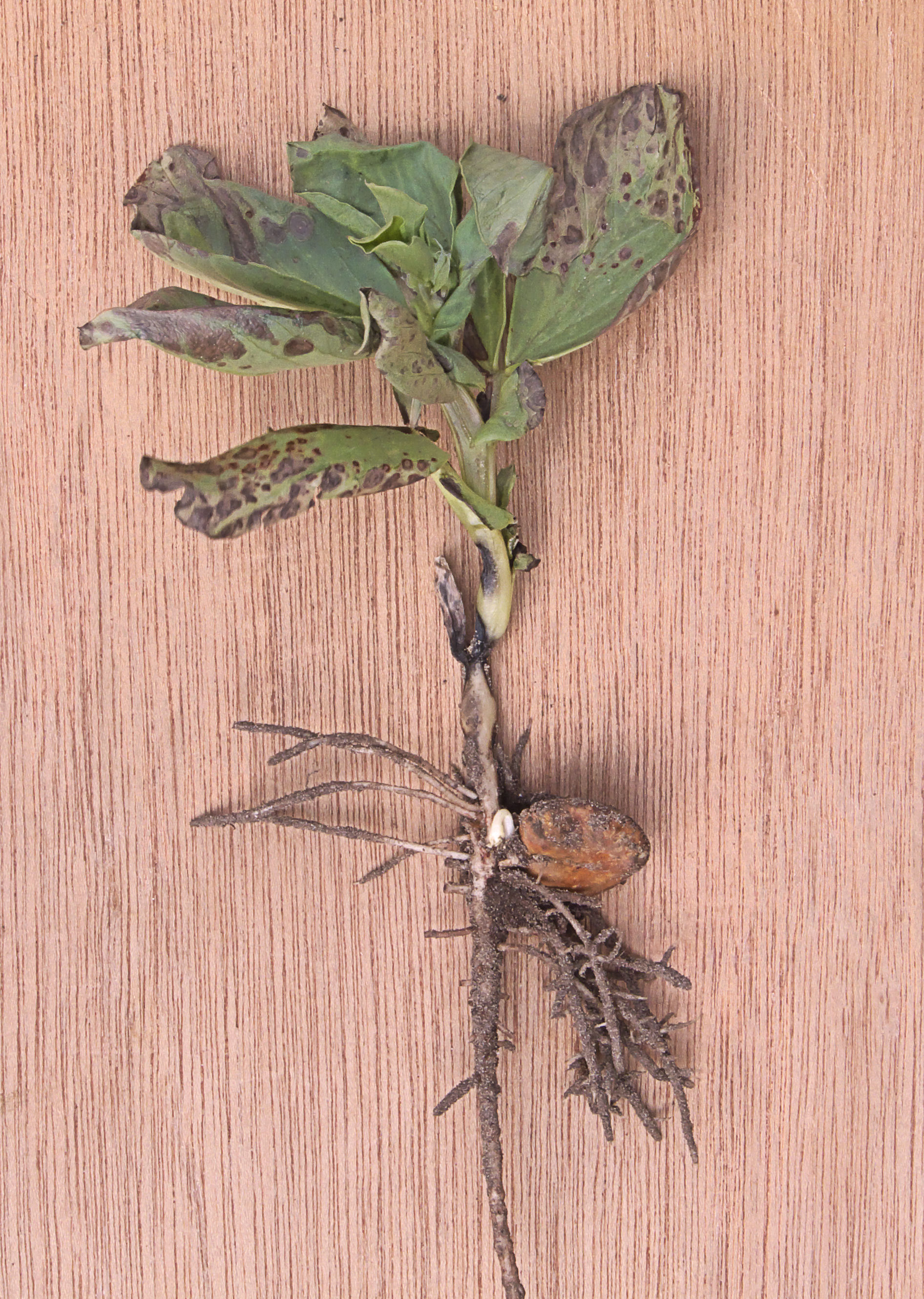
Objawy na siewce bobu

Chwościk bobu – grzybowa choroba bobu wywołana przez mikroskopijnego grzyba Cercospora zonata.
Jest to choroba z grupy chwościków, powszechnie występująca na całym świecie. Wywołujący ją patogen Cerkospora zonata ma stosunkowo ograniczony zakres żywicieli, ograniczony do gatunków wyki (Vicia). Stwierdzono jego występowanie na bobie (V. fabia), wyce narbońskiej (V. narbonensis) i wyce siewnej (V. sativa).
U bobu objawy choroby pojawiają się głównie na liściach, ale czasami także na łodygach i strąkach. Pierwsze zmiany powstają na dolnych liściach siewki, na początku sezonu wegetacyjnego, a następnie rozszerzają się, obejmując duże powierzchnie liści. Jeśli warunki sprzyjają rozwojowi choroby, rozprzestrzenia się ona również na górne liście. Przy dużym natężeniu choroby może spowodować obumarcie i opadnięcie dużej części liści i zmiany na strąkach. Na jakość nasion ma niewielki wpływ, ale przy dużym nasileniu choroby powoduje spadek plonu o 5–10%.
Chwościka bobu można łatwo pomylić z askochytozą bobu lub czekoladową plamistością bobu, co powoduje pewne zamieszanie w dokładnej diagnozie przez producentów i konsultantów. Najważniejszą cechą diagnostyczną są konidiofory grzyba pojawiające się na liściach podczas wilgotnej pogody. U C. zonata mają postać pęczków, które w skupiskach od 3 do 12, wyłaniają się z powierzchni liścia. Makroskopowo wyglądają jak rzadki, szary lub biały nalot.
Wszystkie obecne odmiany bobu są podatne na chwościka bobu, a nasilenie choroby jest ściśle związane z częstotliwością jego uprawy, brak płodozmianu powoduje nasilenie choroby w kolejnych latach uprawy na tym samym polu. Najskuteczniejszymi strategiami zwalczania fungicydami jest 1 lub 2 opryskiwania we wczesnych etapach rozwoju preparatami zawierającymi tebukonazol lub karbendazym.